# Omija Ardidža
Omija Ardidža (japonsko 大宮アルディージャ) je japonski nogometni klub iz Saitame, ki igra v prvi japonski ligi. Ustanovljen je bil leta 1969, domači stadion kluba je NACK5 Stadium Omiya. Klub igra  v prvoligaški druščini od leta 1999.

## Dosedanji strategi
| Ime in priimek   | Drž.         | Obdobje              |
| ---------------- | ------------ | -------------------- |
| Takaši Šimizu    | Japonska     | 1992–96              |
| Norio Sasaki     | Japonska     | 1997–98              |
| Pim Verbeek      | Nizozemska   | 1998–99              |
| Tošhija Miura    | Japonska     | feb 2000–dec 2001    |
| Henk Duut        | Nizozemska   | dec 2001–dec 2002    |
| Masaaki Kanno    | Japonska     | jan 2003–jun 2003    |
| Eijun Kijokumo   | Japonska     | jun 2003–jan 2004    |
| Tošija Miura     | Japonska     | feb 2004–dec 2006    |
| Robert Verbeek   | Nizozemska   | jan 2007–jun 2007    |
| Satoru Sakuma    | Japonska     | jul 2007–dec 2007    |
| Jasuhiro Higuči  | Japonska     | jan 2008–dec 2008    |
| Chang Woe-Ryong  | Južna Koreja | jan 2009–apr 2010    |
| Jun Suzuki       | Japonska     | april 2010–maj 12    |
| Takejuki Okamoto | Japonska     | maj 2012– junij 2012 |
| Zdenko Verdenik  | Slovenija    | junij 2012–          |

## Nekdanji znani igralci
| - Klemen Lavrič - Jorge Dely Valdes - Jun Marques Davidson - Hidejuki Ujiie - Daigo Kobajaši - Eidži Kavašima - Saul Martínez - An Yong-Hak - Mato Neretljak - Kodži Noguči | - Kota Jošihara - Fuat Usta - Mark Burke - Baré - Christian - Leandro - Toninho - Tuto - Jan Veenhof - Jeroen Boere |